# Hermann Friedrich Christoph Lehmann
Hermann Friedrich Christoph Lehmann (* 5. Juni 1821 in Greifswald; † 31. Mai 1879 in Neustettin) war ein deutscher Altphilologe und Gymnasiallehrer.

## Leben
Der Sohn eines Bäckermeisters besuchte das Greifswalder Gymnasium und ab Michaelis 1838 die Königliche Universität zu Greifswald. Ab Sommersemester 1840 studierte er an der Universität Leipzig und ab Michaelis desselben Jahres zwei Semester an der Friedrichs-Universität Halle. Er wurde Mitglied des Corps Guestphalia Halle (1840) und des Corps Borussia Greifswald (1841). Er war in den folgenden Jahren  als Hauslehrer tätig und diente ab Ostern 1844 als Einjährig-Freiwilliger in der Preußischen Armee. Nachdem er Anfang 1846 das Examen pro facultate docendi abgelegt hatte, war er als Hilfslehrer am Gymnasium Stralsund tätig. Ab Ostern 1849 war er Adjunkt am Pädagogium Putbus und wurde zwei Jahre danach ordentlicher Lehrer am Gymnasium Greifswald. 1861 wurde er als Direktor an das Fürstin-Hedwig-Gymnasium Neustettin berufen, wo er bis zu seinem Tod 1879 wirkte.

## Schriften
- Claudius und Nero und ihre Zeit, Bd. 1: Claudius und seine Zeit. Gotha 1858.
- De familiis quibusdam Romanis Caesarum aetate florentibus. (Gratulationsschrift zur 300jährigen Jubelfeier des Gymnasiums zu Stralsund am 20. April 1860).
- Geschichte des Gymnasiums zu Greifswald. Zur Feier des 300jährigen Jubiläums dieser Anstalt. Greifswald 1861.